# Maria (Quebec)
Maria es un municipio canadiense situado en la provincia de Quebec.

## Superficie
Maria tiene una superficie de 94,88 km².

## Demografía
En 2021, tenía 2760 habitantes, una densidad poblacional de 29,1 hab./km², y 1229 viviendas.